# Hermann Wendel
Hermann Wendel (Metz, 1884 - 1936) est un homme politique allemand, historien, journaliste et écrivain. Il est député au Reichstag de 1912 à 1918.

## Biographie
Fils d'un fonctionnaire prussien, Carl Max Ludwig Hermann Wendel naît le 2 mars 1884, à Metz, une ville de garnison animée d'Alsace-Lorraine. Avec sa ceinture fortifiée, Metz est alors la première place forte du Reich allemand. Après des études secondaires brillantes au lycée de Metz, Hermann Wendel poursuit ses études à l'Université de Strasbourg puis de Munich. Pendant ses études, il se joint au cercle artistique et littéraire Das jüngste Elsaß. 
Rédacteur à la Volkstimme de Chemnitz en 1906, il collabore au Leipziger Volkszeitung en 1907, avant de devenir rédacteur à Francfort-sur-le-Main en 1908. Il effectue ensuite son service militaire au 174e régiment d'infanterie à Forbach. De 1910 à 1918, Hermann Wendel est conseiller municipal de Francfort-sur-le-Main. Hermann Wendel est élu député SPD au Reichstag aux élections de janvier 1912 (Freiberg; Sozialdemokrat). Il restera député jusqu'en novembre 1918.
Hermann Wendel est un partisan actif du mouvement ouvrier et un défenseur sincère de l'Entente franco-allemande. En 1933, il émigre en France et milite pour la cause sociale-démocrate. Outre de nombreux écrits sur le mouvement ouvrier, il publie de nombreux essais politiques, historiques, ou ethnographiques, notamment sur les Slaves du Sud. Hermann Wendel meurt à Saint-Cloud le 10 octobre 1936.

## Publications et travaux
- (Heinrich) Heine. Werke. Ausgew. und hrsg. von Hermann Wendel. Berlin 1925–1926.
- August Bebel. Ein Lebensbild für deutsche Arbeiter. Vorwärts, Berlin 1913.
- Aus dem südslawischen Risorgimento. Perthes, Gotha 1921.
- Aus und über Südslawien. Vorwärts, Berlin 1920.
- Bismarck und Serbien im Jahre 1866. Auf Grund der Akten des Auswärtigen Amts zu Berlin, des Haus- Hof- und Staatsarchivs zu Wien und des Serbischen Staatsarchivs zu Belgrad. Otto Stollberg, Verl. für Politik und Wirtschaft, Berlin 1927.
- Das Attentat von Sarajevo. Eine historisch-kritische Untersuchung von Hermann Wendel. o.O. 1925.
- Die Habsburger und die Südslawenfrage. Cologne, Belgrad und Leipzig 1924.
- Die preußische Polenpolitik in ihren Ursachen und Wirkungen. Vorwärts, Berlin 1906.
- Elsaß-Lothringen und die Sozialdemokratie. Singer, Berlin 1916.
- Frankfurt a. M. von der großen Revolution bis zur Revolution von oben (1789–1866). Volksstimme, Francfort-sur-le-Main, 1910.
- Weltkrieg und Sozialdemokratie. Rede. Kaden, Dresdes 1915.
- Kreuz und quer durch den slawischen Süden; von Marburg bis Monastir, von Belgrad bis Buccari, Krainer Tage. Frankfurter Societäts-Druckerei, Francfort-sur-le-Main, 1922.
- Der Kampf der Südslawen um Freiheit und Einheit. Frankfurter Societäts-Druckerei, Francfort-sur-le-Main, 1925.
- Aus der Welt der Südslawen. Politisches, Historisches, Sozialistisches, nebst 2 Südslawienfahrten u. Nachdichtungen südslawischer Lyrik. J. H. W. Dietz Nachf., Berlin, 1926.
- Von Belgrad bis Buccari. Eine unphilosophische Reise durch Westserbien, Bosnien, Hercegovina, Montenegro und Dalmatien. Frankfurter Societäs-Druckerei, Francfort-sur-le-Main, 1922.
- Jugenderinnerungen eines Metzer (1934) / Souvenirs de jeunesse d’un Messin - traduit par Jean-Luc Moresi, David Chapman, Julia Chapman.(2010) -  (ISBN 978-2-9524750-1-3).

## Sources
- Roswitha Bauer: Hermann Wendel als Südosteuropa-Publizist. Hieronymus-Verlag, Neuried 1985.